# 재연
재연(1984년 11월 15일 ~)은 대한민국의 가수다.

## 방송
- 배틀신화 (2005)
- ETN 연예채널VJ (2011)

## 음반
- 내가 미쳤나봐 (2015)
- 하루동안만 (2016)
- 아파도 안녕 (with 허진) (2016)